# 成楽絃
成 楽絃（ソン・ナキョン、朝鮮語: 성낙현/成樂絃、1924年2月22日 - 2022年1月19日）は、大韓民国の政治家。第7・9代韓国国会議員。
成 楽鉉（読み、ハングル同）とも表記される。妻は柳珍山の姪である。

## 経歴
日本統治時代の慶尚南道昌寧郡出身。日本大学法科中退あるいは2年修了、1965年に国学大学（現・高麗大学校）法学部卒。道開拓団長、新民党慶尚南道支部副委員長、国会予算決算委員・商工委員会幹事、民主共和党慶南第9地区党委員長・慶南第6地区党委員長・慶尚南道党務協議会委員長、APU理事、第16次APU理事会交逓委員長、民主共和党院内副総務・中央災害対策委員長を務めた。
3選改憲のとき、延周欽、曺興万と共に支持声明を出したことにより、新民党から追い出された。

## 性的スキャンダル
1977年6月に汝矣島のイベント帰りのヒッチハイクで知り合った女子高生2人とその友人と不純異性交遊をして、乱交パーティーを開催したというスキャンダルを起こしたため、1978年7月末に議員を辞職し共和党を離れた。1978年8月8日、捜査当局は拘束の方針を示し、8月11日に永登浦拘置所に移送された。なお、拘束時の理由は主に2000万ウォン以上の収賄の容疑であった。